# Vadillo
Vadillo è un comune spagnolo di 90 abitanti situato nella comunità autonoma di Castiglia e León.